# Reinhold Wilhelm von Walter

Reinhold Wilhelm von Walter

Reinhold Wilhelm von Walter (* 3. Mai 1840 in Rodenpois, Gouvernement Livland; † 9. Juni 1909 in Göttingen) war ein deutschbaltischer Geistlicher und lutherischer Pastor an der St.-Katharinen-Kirche in Sankt Petersburg.

## Herkunft
Seine Eltern waren Wilhelm Friedrich Walter (1797–1871), geboren und gestorben in Rodenpois und dessen Ehefrau Mathilde Thonn (1800–1860),

## Leben
Reinhold von Walter wuchs im väterlichen Pfarrhaus in Rodenpois auf als zwölfter von dreizehn Geschwistern, die zwischen 1825 und 1842 geboren wurden, von denen aber manche in jungen Jahren starben. Der Vater unterrichtete neben Privatlehrern die Kinder selbst.
Von 1856 bis 1860 war Wilhelm im Internat Birkenruh. Da er krank wurde (wie später so oft), machte er ein externes Abitur in Riga. Mehrfach reiste er zur Kur. Von 1862 bis 1866 studierte er an der Kaiserlichen Universität Dorpat; 1866 wurde er theologischer Kandidat, 1867 in Riga zum Pastor ordiniert. 1869 ging er nach Neuendettelsau im Königreich Bayern und unterrichtete dort junge Missionare in „altlutherische Dogmatik“, hebräischer Grammatik und Genesis-Exegese. 1870 Promotion zum Dr. phil. in Erlangen mit einer Dissertation über Spinoza. Nach dem Deutsch-Französischen Krieg 1870–1871, den er in vieler Hinsicht zwar „patriotisch“, im Grunde aber als Katastrophe erlebte (in verschiedenen Lazaretten, u. a. als Feldprediger), wurde er 1871 Stadtpfarrervikar (Vikar) in Augsburg.
Während seiner Arbeit als Hausgeistlicher im Diakonissenhaus in Riga bekam er das Angebot für eine der beiden Pfarrstellen an der St.-Katharinen-Kirche in St. Petersburg, und im August 1875 begann er dort seine langjährige Tätigkeit als Pastor in der russischen evangelischen Kirche. Im Kirchengemeinderat in St. Petersburg begegnete er u. a. Baron Robert Mirbach und dem dänischen Generalkonsul in St. Petersburg, Hans Jessen Pallisen (1815–1881). Er heiratete 1876 in St. Petersburg dessen Tochter Emilie Pallisen. 27 Jahre lang wirkten sie zusammen an der St.-Katharinen-Kirche und entwickelten u. a. Projekte wie eine Kleinkinderkrippe für Arbeiterinnen, Wohnungen für sozial Schwache, ein Heim für ältere Witwen usw. Die Schule der Kirchengemeinde wurde zum Gymnasium.
Vielfach war die Familie auf Reisen, u. a. in Verbindung mit den Kuren des Vaters. Ziele waren u. a. 1886 Eisenach, Rügen und Kopenhagen, am letzteren Ort bei Verwandten der (zweiten) Ehefrau. 1893 erkundeten sie Italien und den Süden bis Neapel, 1895 ging die Reise über Moskau bis an das Kaspische Meer. 1897 hielt Walter die Festpredigt beim Missionsfest in Leipzig (dem Leipziger Missionswerk wusste er sich besonders verbunden), und es schloss sich eine Reise über Genua und Marseille nach Genf an. 1897 waren sie wieder „über Stockholm“ in Kopenhagen. – 14 Jahre lang, 1888–1902, saß Walter im Generalkonsistorium (Evangelisch-Lutherisches General-Konsistorium) in St. Petersburg unter dem Bischof Konrad Raimund Freifeldt. Für seine Arbeit dort als Oberkonsistorialrat erhielt er den erblichen russischen Adelstitel. Aus gesundheitlichen Gründen lehnte er es ab, Nachfolger im Bischofsamt zu werden. - Nach der Verabschiedung in St. Petersburg 1902 zog die Familie nach Dorpat.

## Familie
Während seiner Zeit in Augsburg lernte er seine erste Frau kennen, die Freiin Marie  von Schleinitz (1834–1874), eine Tochter des Staatsministers in Braunschweig Wilhelm Johann von Schleinitz (1794–1856). Da seine finanziellen Mittel waren sehr begrenzt waren, konnte er sie nur mit erheblicher Hilfe heirateten. Das Paar heiratete am 13. August 1872 im Dom in Braunschweig. Doch Marie starb am 21. Oktober 1874 bei der Geburt eines (totgeborenen) Kindes.
Im Kirchengemeinderat in St. Petersburg begegnete er u. a. Baron Robert Mirbach und dem dänischen Generalkonsul in St. Petersburg, Hans Jessen Pallisen (1815–1881). Im Jahr 1876 heiratete er dessen Tochter Emilie Pallisen (* 1853). Das Paar hatte sieben Kinder, darunter: Johannes („Hans“) von Walter (1876–1940) lehrte Theologie u. a. in Göttingen und Rostock. Marie  (1880–1953) heiratete den Theologen Alfred Seeberg. Reinhold studierte ebenfalls Theologie und wurde Schriftsteller und Übersetzer russischer Literatur. Die jüngste Tochter Karen (* 1891) starb am 2. September 1940 in Ludwigslust im Stifte Bethlehem.

## Publikation
- Was ist der Mensch, daß du seiner gedenkest. Psalm 8, 5. Ein Pastorenleben in St. Petersburg. A. Deichert / Georg Böhme, Leipzig 1904.[1]